# Eutropistes callifera
Eutropistes callifera är en insektsart som beskrevs av Hermann Rudolph Schaum 1853. Eutropistes callifera ingår i släktet Eutropistes och familjen Tropiduchidae. Inga underarter finns listade i Catalogue of Life.